# Kvenneberga socken
Kvenneberga socken i Småland ingick i Allbo härad i Värend och är sedan 1971 en del av Alvesta kommun i Kronobergs län, från 2016 inom Hjortsberga-Kvenneberga distrikt.
Socknens areal är 35,66 kvadratkilometer, varav land 35,51. År 1949 fanns här 317 invånare. Socknen delade från 1830-talet kyrka med Hjortsberga socken

## Administrativ historik
Kvenneberga socken har medeltida ursprung. 
Vid kommunreformen 1862 övergick socknens ansvar för de kyrkliga frågorna till Kvenneberga församling och för de borgerliga frågorna till Kvenneberga landskommun.  Denna senare inkorporerades 1952 i Hjortsberga landskommun som sedan 1963 uppgick i Alvesta köping som 1971 ombildades till Alvesta kommun. Församlingen uppgick 1957 i Hjortsberga med Kvenneberga församling som 2010 uppgick i Alvesta församling.
1 januari 2016 inrättades distriktet Hjortsberga-Kvenneberga, med samma omfattning som Hjortsberga med Kvenneberga församling fick 1957 och vari detta sockenområde ingår.
Socknen har tillhört samma fögderier och domsagor som Allbo härad. De indelta soldaterna tillhörde Kronobergs regemente och Smålands grenadjärkår, Sunnerbo kompani.

## Geografi
Kvenneberga socken är en mossrik skogsbygd.

## Fornminnen
Några gravrösen från bronsåldern och några järnåldersgravfält finns här.

## Namnet
Namnet (1273 Quamabiacrghum), har ett efterled plural av berg.

### Fotnoter
1. 1 2 3 4  Svensk Uppslagsbok andra upplagan 1947–1955: Kvenneberga socken
2. ↑  Harlén, Hans; Harlén Eivy (2003). Sverige från A till Ö: geografisk-historisk uppslagsbok. Stockholm: Kommentus. Libris 9337075. ISBN 91-7345-139-8
3. ↑  ”Församlingar”. Statistiska centralbyrån. https://www.scb.se/hitta-statistik/regional-statistik-och-kartor/regionala-indelningar/forsamlingar/. Läst 30 december 2022.
4. ↑  Administrativ historik för Kvenneberga socken (Klicka på församlingsposten). Källa: Nationella arkivdatabasen, Riksarkivet.
5. 1 2  Sjögren, Otto (1931). Sverige geografisk beskrivning del 2 Östergötlands, Jönköpings, Kronobergs, Kalmar och Gotlands län. Stockholm: Wahlström & Widstrand. Libris 9939
6. 1 2 3  Nationalencyklopedin
7. ↑  Fornlämningar, Statens historiska museum: Kvenneberga socken
8. ↑  Fornminnesregistret, Riksantikvarieämbetet: Kvenneberga socken Fornminnen i socknen erhålls på kartan genom att skriva in sockennamn (utan "socken") i "Ange geografiskt område"